# Jackie Cruz
Jackie Cruz (República Dominicana, 8 de agosto de 1986) é uma atriz, artista musical e ex-modelo dominicana.

## Carreira na televisão
Em 2009, Cruz começou a fazer aparições no E!, na série de televisão Kourtney e Khloé Take Miami. Ela e Kourtney Kardashian se tornaram amigas depois de se encontrarem em uma aula de arte, o que levou a novas aparições na série. Em um episódio, Cruz e Kardashian foram filmadas beijando, um incidente que Kardashian declarou mais tarde que estava "tão envergonhada". Embora Cruz tenha afirmado inicialmente que ela e Kardashian permaneceram amigas após o incidente, Kardashian afirmou mais tarde que "nunca mais pode falar com Cruz".
Cruz cita Rita Moreno como uma influência de atuação.

### Orange Is the New Black
Cruz estava trabalhando como modelo, bem como uma garçonete no restaurante da cidade de Nova York, Lavo, antes de ser lançada como Marisol "Flaca" Gonzales na série original Netflix: Orange Is the New Black; E ela continuou brevemente os trabalhos anteriores durante a filmagem da série, cujas horas levaram ela a ser "meio demitida" do Lavo. Originalmente sua personagem era recorrente as três primeiras temporadas, foi anunciado em abril de 2015 que ela seria promovida a regular para a quarta temporada.

## Carreira musical
Quando Cruz estava no ensino médio, ela trabalhou com os produtores de will.i.am. Em um grupo de garotas chamado Krush Velvet, embora o grupo nunca tenha se inscrito em uma gravadora. O seu longa-metragem, Hollywood Gypsy, foi lançado de forma independente em 2010.
Em 17/07/17, Cruz lançou um vídeo musical com Mona Haydar intitulado "Dog". Entre outros vocais, Cruz junta-se a Haydar no coro cantando "Ele é um cão". O conteúdo da música é uma tentativa de conscientização e comentário sobre o patriarcado e a violência contra as mulheres.

## Filmografia
| Ano       | Título                      | Personagem               | Episódio                                                     |
| --------- | --------------------------- | ------------------------ | ------------------------------------------------------------ |
| 2007      | The Shield                  | Graciela                 | "The New Guy"                                                |
| 2008      | My Own Worst Enemy          | Namorada de Mendez       | "Down Rio Way"                                               |
| 2009–2010 | Kourtney & Khloé Take Miami | Self                     | 2 episódios                                                  |
| 2013–2019 | Orange Is the New Black     | Marisol "Flaca" Gonzales | - Elenco recorrente (2013–2015) - Elenco regular (2016–2019) |
| 2020      | Tremors 7: Shrieker Island  | Freddie                  |                                                              |